# Afrykański Kongres Narodowy

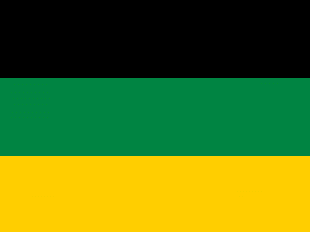
Flaga partii

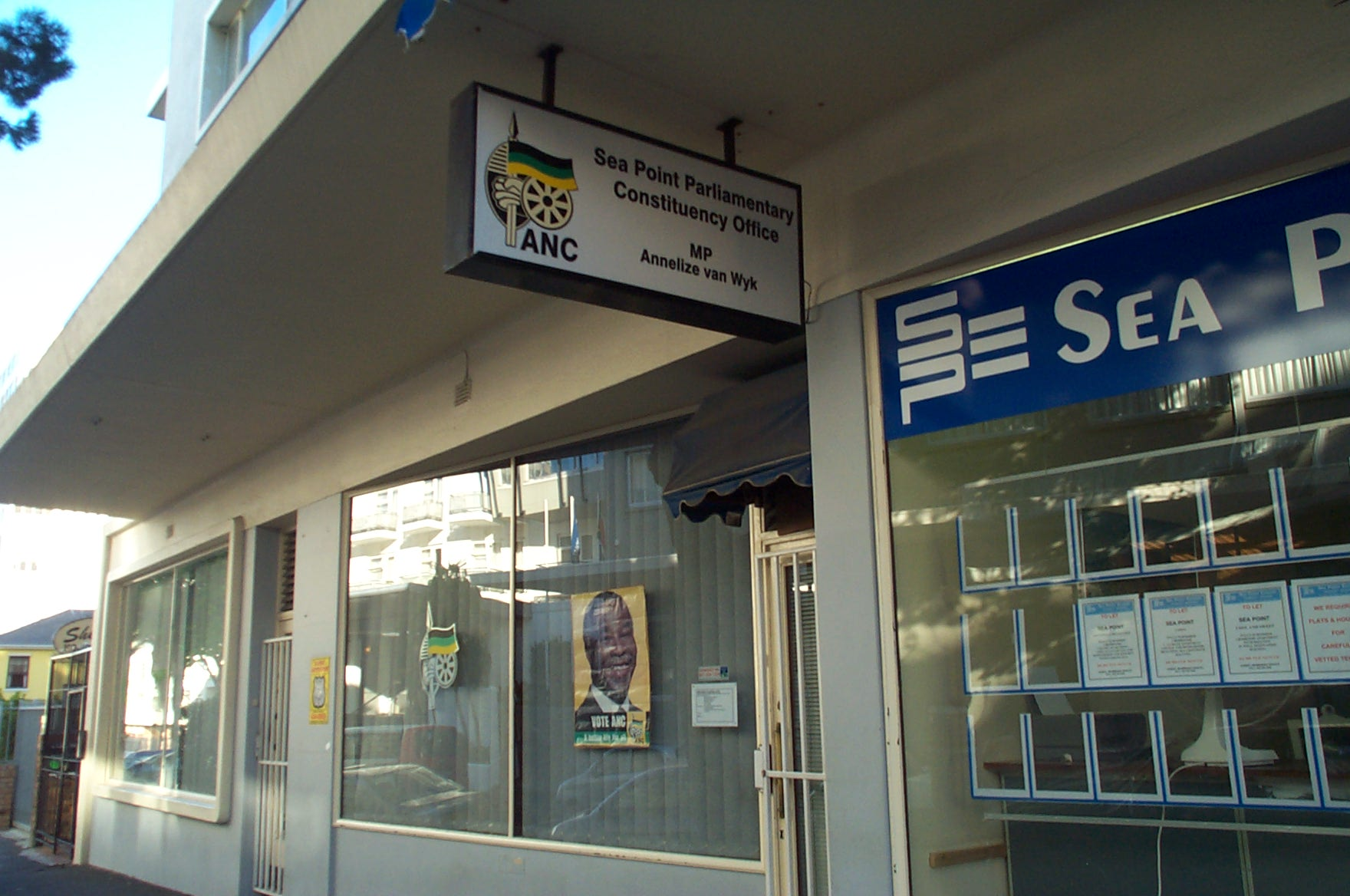
Siedziba biur ANC w Kapsztadzie

Afrykański Kongres Narodowy (ang. The African National Congress, ANC) – partia polityczna rządząca Południową Afryką od 1994 roku. Wcześniej organizacja narodowowyzwoleńcza czarnej ludności założona w 1912 roku pod nazwą Południowoafrykański Tubylczy Kongres Narodowy (nazwę tę stosowała do 1923 roku). Partia skupia lewicowców i liberałów, od 2002 roku oficjalnie określa się jako socjaldemokracja.

## Historia
Partia utworzona została w 1912 roku. Od początku walczyła o zrównanie praw czarnoskórych mieszkańców. Do 1923 roku działała pod nazwą Południowoafrykański Tubylczy Kongres Narodowy. W 1926 roku nawiązała sojusz z reprezentacją mniejszości hinduskiej. Początkowo popierała ideologię Mahatmy Gandhiego i opowiadała się za pokojowym rozwiązaniem problemów rasowych. W czasie II wojny światowej nawiązała współpracę z Południowoafrykańską Partią Komunistyczną. Sekcja młodzieżowa organizacji, Liga Młodych ANC została założona w 1944 roku. W 1956 roku Kongres zrzeszał około 100 tysięcy osób. W 1959 roku z partii wyłamało się niewielkie ugrupowanie Kongres Panafrykański. Przewodniczący partii z lat 1952–1967, Albert John Luthuli otrzymał w 1960 roku Pokojową Nagrodę Nobla.
W 1960 roku partia została zdelegalizowana przez rządzący reżim. W tym samym roku doszło do masakry nieuzbrojonych demonstrantów z ANC w Sharpeville, gdzie zginęło 69 osób. Masakra doprowadziła do utworzenia w połowie lat 60. zbrojnego skrzydła ANC, Umkhonto we Sizwe (Włócznia Narodu). W 1963 roku osądzono i skazano na karę dożywotniego więzienia ośmiu liderów Kongresu, w tym między innymi Nelsona Mandelę. W okresie delegalizacji siedziba ANC znajdowała się w Zambii, a jej obozy wojskowe w Angoli i Tanzanii. Przedstawicielstwa ANC znajdowały się w ponad 25 państwach świata.
W okresie działalności podziemnej była popierana przez Organizację Narodów Zjednoczonych, tzw. państwa frontowe Afryki Południowej i blok wschodni. Zradykalizowana organizacja za jeden z celów postawiła sobie budowę w RPA społeczeństwa socjalistycznego. Po masakrze ludności murzyńskiej w Soweto w 1976 roku nastąpił gwałtowny wzrost liczebności formacji. W latach 80. w całym kraju nasiliły się zbrojne starcia. Rząd wykorzystał do walki z ANC armię i prawicowe bojówki. Potajemnie finansował też nacjonalistyczny zuluski ruch Partia Wolności Inkatha, który zbrojnie rywalizował z Kongresem.
W 1989 roku rząd zdecydował się na reformy polityczne i legalizację ANC, w związku z tym we wrześniu tego roku Kongres podjął decyzję o zawieszeniu walki zbrojnej. W lutym 1990 roku więzienie opuścił Nelson Mandela będący najbardziej rozpoznawalnym politykiem ruchu. Po jego uwolnieniu kierownictwo ANC zadeklarowało koniec walki, dopuszczając wybory jako jedyny środek do zdobycia władzy. Od czasu uwolnienia Mandeli ANC prowadziło negocjacje z rządem na temat przyszłego ustroju RPA, dążąc do przekształcenia RPA w wielorasowe państwo demokratyczne. W wyniku rozmów podjęto decyzję o odejściu od apartheidu w 1992 i zorganizowaniu powszechnych wyborów. Na początku lat 90. kierownictwo prawicowej partii skupiającej ludność zuluską – Partii Wolności Inkatha – zostało namówione przez wysoko postawionych oficerów wojska i policji do zorganizowania zamieszek etnicznych mających zdyskredytować w oczach krajowej i zagranicznej opinii publicznej Afrykański Kongres Narodowy jako mało wiarygodnego partnera w negocjacjach z rządem białej mniejszości. Inkatha otrzymała od sił rządowych pieniądze i broń na rozprawę z członkami ANC. W wyniku krwawych starć między zwolennikami obu ugrupowań zginęło kilka tysięcy osób. Również rząd masakrował demonstracje ANC – w masakrze w Bisho zginęło 28 zwolenników ANC i jeden żołnierz. Na krajowej konferencji w Durbanie w lipcu 1991 roku Mandela wybrany został przewodniczącym ANC (zastąpił na tym stanowisku Olivera Tambo sprawującego tę funkcję od 1969 roku). Na konferencji powołano też 50-osobową, wielorasową egzekutywę narodową.
Na początku lat 90. partia zrezygnowała z radykalnych postulatów gospodarczych i przyjęła gospodarkę wolnorynkową. Wysiłki Mandeli w kierunku pojednania złagodziły obawy białych, ale przysporzyły mu krytyki ze strony radykalniejszych czarnych. Wobec ANC pojawiły się oskarżenia o to, że bardziej niż o pomoc czarnym mieszkańcom zainteresowana jest uspokojeniem białych mieszkańców. ANC zwyciężyła w wyborach parlamentarnych w kwietniu 1994 roku (62,6%) i prezydenckich (Nelson Mandela został prezydentem). Partia ponownie zwyciężyła w kolejnych wyborach parlamentarnych (1999) roku, uzyskując 66% głosów. 16 czerwca 1999 roku prezydentem został nowy lider Kongresu – Thabo Mbeki. Dominację ANC w życiu politycznym RPA potwierdziły także wybory 10 kwietnia 2004 roku, w których Kongres uzyskał prawie 70% głosów. W okresie rządów Kongresu Narodowego doszło do rozłamów, w wyniku których niezadowoleni z władz partii założyli w 2009 roku Kongres Ludu skupiający bardziej liberalnych członków partii. W 2013 roku z kolei rozłamową partię Ruch Bojowników o Wolność Gospodarczą założył były członek Kongresu, Julius Malema. Formacja ta przyjęła bardziej lewicowy program.
Od 11 lutego 1990 jest częścią sojuszu politycznego nazywanego „Sojuszem Trójstronnym". W jego skład wchodzi jeszcze Południowoafrykańska Partia Komunistyczna oraz centrala związkowa Kongres Południowoafrykańskich Związków Zawodowych.
W wyborach parlamentarnych w 2024 roku ANC zdobył najwięcej głosów, nie uzyskując jednak większości w Zgromadzeniu Narodowym – co zdarzyło się po raz pierwszy od czasu zniesienia apartheidu.

## Poparcie
| Wybory | Poparcie | Zmiana punktów procentowych | Mandaty | Zmiana |
| ------ | -------- | --------------------------- | ------- | ------ |
| 1994   | 62,65%   | -                           | 252     | -      |
| 1999   | 66,35%   | 3,7                         | 266     | 14     |
| 2004   | 69,68%   | 3,33                        | 279     | 13     |
| 2009   | 65,9%    | 3,78                        | 264     | 15     |
| 2014   | 62,15%   | 3,75                        | 249     | 15     |
| 2019   | 57,50%   | 4,65                        | 230     | 19     |
| 2024   | 40,18%   | 17,32                       | 159     | 71     |

| Wybory | Mandaty | Zmiana |
| ------ | ------- | ------ |
| 1994   | 60      | -      |
| 1999   | 63      | 3      |
| 2004   | 65      | 2      |
| 2009   | 62      | 3      |
| 2014   | 60      | 2      |
| 2019   | 54      | 6      |

### Wybory prowincjonalne
| Wybory | Prowincja Przylądkowa Wschodnia | Prowincja Przylądkowa Wschodnia | Wolne Państwo | Wolne Państwo | Gauteng | Gauteng | KwaZulu-Natal | KwaZulu-Natal | Limpopo | Limpopo | Mpumalanga | Mpumalanga | Prowincja Północno-Zachodnia | Prowincja Północno-Zachodnia | Prowincja Przylądkowa Północna | Prowincja Przylądkowa Północna | Prowincja Przylądkowa Zachodnia | Prowincja Przylądkowa Zachodnia |
| ------ | ------------------------------- | ------------------------------- | ------------- | ------------- | ------- | ------- | ------------- | ------------- | ------- | ------- | ---------- | ---------- | ---------------------------- | ---------------------------- | ------------------------------ | ------------------------------ | ------------------------------- | ------------------------------- |
| Wybory | %                               | Miejsc                          | %             | Miejsc        | %       | Miejsc  | %             | Miejsc        | %       | Miejsc  | %          | Miejsc     | %                            | Miejsc                       | %                              | Miejsc                         | %                               | Miejsc                          |
| 1994   | 84,35%                          | 48/56                           | 76,65%        | 24/30         | 57,60%  | 50/86   | 32,23%        | 26/81         | 91,63%  | 38/40   | 80,69%     | 25/30      | 83,33%                       | 26/30                        | 49,74%                         | 15/30                          | 33,01%                          | 14/42                           |
| 1999   | 73,80%                          | 47/63                           | 80,79%        | 25/30         | 67,87%  | 50/73   | 39,38%        | 32/80         | 88,29%  | 44/49   | 84,83%     | 26/30      | 78,97%                       | 27/33                        | 64,32%                         | 20/30                          | 42,07%                          | 18/42                           |
| 2004   | 79,27%                          | 51/63                           | 81,78%        | 25/30         | 68,40%  | 51/73   | 46,98%        | 38/80         | 89,18%  | 45/49   | 86,30%     | 27/30      | 80,71%                       | 27/33                        | 68,83%                         | 21/30                          | 45,25%                          | 19/42                           |
| 2009   | 68,82%                          | 44/63                           | 71,10%        | 22/30         | 64,04%  | 47/73   | 62,95%        | 51/80         | 84,88%  | 43/49   | 85,55%     | 27/30      | 72,89%                       | 25/33                        | 60,75%                         | 19/30                          | 31,55%                          | 14/42                           |
| 2014   | 70,09%                          | 45/63                           | 69,85%        | 22/30         | 53,59%  | 40/73   | 64,52%        | 52/80         | 78,60%  | 39/49   | 78,23%     | 24/30      | 67,39%                       | 23/33                        | 64,40%                         | 20/30                          | 32,89%                          | 14/42                           |